# Alfredo Giaccio
Alfredo Gustavo Giaccio (ur. 15 lipca 1970 w Buenos Aires) – argentyński szachista, arcymistrz od 2013 roku.

## Kariera szachowa
Wielokrotnie startował w finałach indywidualnych mistrzostw Argentyny, w 1998 zdobywając brązowy medal. Był reprezentantem kraju w turniejach drużynowych, m.in.: dwukrotnie na olimpiadach szachowych (w latach 1998, 2000), w 2000 zdobywając brązowy medal za indywidualny wynik na V szachownicy.
Normy na tytuł arcymistrza wypełnił w latach 1999 (podczas finału mistrzostw Argentyny), 2005 (w Hawanie) oraz 2008 (w Lorcy).
Odniósł szereg sukcesów w turniejach międzynarodowych, m.in.: I m. w Buenos Aires (2001), I m. w Ocanie (2002), II m. w São Paulo (2003, za Aryamem Abreu Delgado), dz. I m. w Campo Grande (2004, wspólnie z Felipe El Debsem), II m. w São José do Rio Preto (2004, za Eduardo Limpem), I m. w São José do Rio Preto (2005), dz. I m. São José do Rio Preto (2005, wspólnie z Martinem Crosa Collem), II m. w Hawanie (2005, memoriał José Raúla Capablanki–B, za Yunieskim Quesada Perezem), I m. w Mendozie (2005) oraz dz. II m. w Almerii (2007, za Manuelem Rivasem Pastorem, wspólnie z Diego Jesusem Martinezem Garcią).
Najwyższy ranking w dotychczasowej karierze osiągnął 1 stycznia 2002, z wynikiem 2517 punktów zajmował wówczas 5. miejsce wśród argentyńskich szachistów.